# Aéroport Grenoble-Isère
Luchthaven Grenoble-Isère (Frans: Aéroport Grenoble-Isère) is een luchthaven in Frankrijk. Het ligt op 40 km afstand van Grenoble. De luchthaven verwerkt in de winter veel reizigers naar de Franse Alpen. De luchthaven verwerkte in 2008 474.083 passagiers.